# Ratio victoires-défaites
Le ratio victoires-défaites ou pourcentage victoires-défaites est une statistique concernant les lanceurs au baseball. Il s'agit du pourcentage de victoires remportées par un lanceur dans une saison donnée, par rapport au total des décisions (victoires ou défaites) qu'il a reçu.

## Description
Dans chaque partie de baseball faisant un vainqueur, un lanceur est déclaré lanceur gagnant et un autre, de l'équipe adverse, lanceur perdant. C'est ce qu'on appelle une décision. Le ratio victoires-défaites est calculé en divisant le nombre de victoires remportées par le total de décisions reçues (victoires plus défaites).
{\displaystyle \%={\frac {V}{V+D}}}
Par exemple : durant la saison 2010, le lanceur Ubaldo Jiménez des Rockies du Colorado a affiché le pourcentage victoires-défaites le plus élevé de la Ligue nationale de baseball. Il fut impliqué dans 27 décisions au total, soit 19 victoires et 8 défaites. Son nombre de victoires (19) divisé par son total de décisions reçues (27) lui donne un ratio victoires-défaites de, 704.

## Records

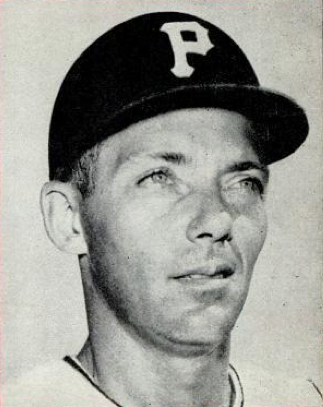
Roy Face, gagnant de 18 victoires contre une seule défaite en 1959.

Les records pour le ratio victoires-défaites dans la Ligue majeure de baseball après la saison 2014.
| Rang | Lanceur                | Équipe                                   | Victoires | Défaites | Ratio | Saison    |
| ---- | ---------------------- | ---------------------------------------- | --------- | -------- | ----- | --------- |
| 1    | Roy Face               | Pirates de Pittsburgh                    | 18        | 1        | 0,947 | 1959      |
| 2    | Johnny Allen           | Indians de Cleveland                     | 15        | 1        | 0,937 | 1937      |
| 3    | Perry Werden           | Maroons de Saint-Louis                   | 12        | 1        | 0,923 | 1884      |
| 4    | Greg Maddux            | Braves d'Atlanta                         | 19        | 2        | 0,904 | 1995      |
| 5    | Randy Johnson          | Mariners de Seattle                      | 18        | 2        | 0,900 | 1995      |
| 6    | Ron Guidry             | Yankees de New York                      | 25        | 3        | 0,893 | 1978      |
| 7    | Freddie Fitzsimmons    | Dodgers de Brooklyn                      | 16        | 2        | 0,889 | 1940      |
| 8    | Lefty Grove            | Athletics de Philadelphie                | 31        | 4        | 0,886 | 1931      |
| 9    | Bob Stanley            | Red Sox de Boston                        | 15        | 2        | 0,882 | 1978      |
| 10   | Cliff Lee Preacher Roe | Indians de Cleveland Dodgers de Brooklyn | 22        | 3        | 0,880 | 2008 1951 |

| Rang | Lanceur         | Victoires | Défaites | Ratio | Saisons   |
| ---- | --------------- | --------- | -------- | ----- | --------- |
| 1    | Albert Spalding | 252       | 65       | 0,795 | 1871-1877 |
| 2    | Spud Chandler   | 109       | 43       | 0,717 | 1937-1947 |
| 3    | Whitey Ford     | 236       | 106      | 0,690 | 1950-1967 |
| 4    | Dave Foutz      | 147       | 66       | 0,690 | 1884-1894 |
| 5    | Bob Caruthers   | 218       | 99       | 0,687 | 1884-1892 |
| 6    | Pedro Martínez  | 219       | 100      | 0,687 | 1992-2009 |
| 7    | Don Gullett     | 109       | 50       | 0,686 | 1970-1978 |
| 8    | Lefty Grove     | 300       | 141      | 0,680 | 1925-1941 |
| 9    | Jim Hughes      | 83        | 40       | 0,675 | 1898-1902 |
| 10   | Smoky Joe Wood  | 117       | 57       | 0,672 | 1908-1920 |

| Rang | Lanceur          | Victoires | Défaites | Ratio | Première saison |
| ---- | ---------------- | --------- | -------- | ----- | --------------- |
| 1    | Clayton Kershaw  | 98        | 49       | 0,667 | 2008            |
| 2    | Jered Weaver     | 131       | 69       | 0,655 | 2006            |
| 3    | Max Scherzer     | 91        | 50       | 0,645 | 2008            |
| 4    | Adam Wainwright  | 119       | 66       | 0,643 | 2005            |
| 5    | Johan Santana    | 139       | 78       | 0,641 | 2000            |
| 6    | CC Sabathia      | 208       | 119      | 0,636 | 2001            |
| 7    | Jon Lester       | 116       | 67       | 0,634 | 2006            |
| 8    | Tim Hudson       | 214       | 124      | 0,633 | 1999            |
| 9    | Justin Verlander | 152       | 89       | 0,631 | 2005            |
| 10   | David Price      | 86        | 51       | 0,628 | 2008            |